# Céli Pinto
Céli Regina Jardim Pinto é uma historiadora, cientista política e escritora brasileira considerada vanguardista na introdução da perspectiva feminista na historiografia do Brasil. Em 2019, recebeu o título de Professora Emérita da Universidade Federal do Rio Grande do Sul, onde se aposentou como professora do Departamento de História. Também na UFRGS, foi presidente da comissão que implantou o sistema de cotas para o ingresso no vestibular, em 2006, antes da criação da Lei de Cotas no Brasil. Em 2021, recebeu o prêmio Anpocs de excelência acadêmica Gildo Marçal Brandão em Ciência Política.
Doutora em Ciência Política, sua produção intelectual destaca-se pelas obras sobre teoria da democracia, teoria feminista e política brasileira.  Como pesquisadora, trabalhou nas universidades de Essex, Califórnia, Livre de Berlim, e Oxford.
Em 2016, ministrou o curso de extensão "O Golpe de 2016 e a nova onda conservadora no Brasil", como uma das respostas que várias universidades brasileiras deram à inesperada tentativa do então Ministro da Educação, José Mendonça Filho, de proibir o curso sobre o Impeachment de Dilma Rousseff que Luis Felipe Miguel anunciou na Universidade de Brasília. Em 2018, considerou as manifestações do Movimento Ele Não como a maior manifestação feminina da história do Brasil.